# 前300年7月26日日食
前300年7月26日日食是一次全食帶起於中國西藏，經過黃河流域、北朝鮮、日本北部、北太平洋，最終結束於東太平洋赤道一帶的日全食。

## 文獻記錄
中國史書《史記》記載，戰國時期「秦昭王六年，日蝕，晝晦」，經後人推算，西元前301年8月5日雖有一次日全食，但該日食在秦國首都咸陽並不能見到，而西元前300年7月26日中國時區上午7點21分，曾發生一次日全食，在現今的陜西省西安市一帶可見食分0.95。

## 基本參數
- 類型：全食

- 沙羅周期序號：60
- 日期：前300年7月26日（儒略曆）
- 時間：4時40分36秒 (UTC)
- 地點：北緯35.0°，東經174.0°
- 食分：1.0593
- 太陽高度：75°
- 月球本影路經寬度：201公里
- 全食持續時間：4分50秒